# Ronde van Lombardije 1996
De Ronde van Lombardije 1996 was de 90e editie van deze eendaagse Italiaanse wielerwedstrijd, en werd verreden op zaterdag 19 oktober 1996. Het parcours leidde van Varese en naar Bergamo en ging over een afstand van 250 kilometer. 
De Italiaan Andrea Tafi won na een solo van 20 kilometer.
Deze wedstrijd was de tiende en een na laatste manche van de wereldbeker

## Uitslag
| Ronde van Lombardije 1996 |                    |                         |          |
| Plaats                    | Naam               | Ploeg                   | Tijd     |
| Winnaar                   | Andrea Tafi        | Mapei-GB                | 5u51'46" |
| 2                         | Fabian Jeker       | Festina-Lotus           | + 2'19"  |
| 3                         | Axel Merckx        | Motorola                | + 2'22"  |
| 4                         | Daniele Nardello   | Mapei-GB                | + 2'29"  |
| 5                         | Gianni Bugno       | MG Maglificio-Technogym | z.t.     |
| 6                         | Davide Rebellin    | Polti                   | + 3'03"  |
| 7                         | Richard Virenque   | Festina-Lotus           | z.t.     |
| 8                         | Mauro Gianetti     | Polti                   | z.t.     |
| 9                         | Laurent Jalabert   | ONCE                    | z.t.     |
| 10                        | Andrea Peron       | Motorola                | z.t.     |
|                           |                    |                         |          |
| 22                        | Maarten den Bakker | TVM-Farm Frites         | + 12'06" |

1905 · 1906 · 1907 · 1908 · 1909 · 1910 · 1911 · 1912 · 1913 · 1914 · 1915 · 1916 · 1917 · 1918 · 1919 · 1920 · 1921 · 1922 · 1923 · 1924 · 1925 · 1926 · 1927 · 1928 · 1929 · 1930 · 1931 · 1932 · 1933 · 1934 · 1935 · 1936 · 1937 · 1938 · 1939 · 1940 · 1941 · 1942 · 1943 · 1944 · 1945 · 1946 · 1947 · 1948 · 1949 · 1950 · 1951 · 1952 · 1953 · 1954 · 1955 · 1956 · 1957 · 1958 · 1959 · 1960 · 1961 · 1962 · 1963 · 1964 · 1965 · 1966 · 1967 · 1968 · 1969 · 1970 · 1971 · 1972 · 1973 · 1974 · 1975 · 1976 · 1977 · 1978 · 1979 · 1980 · 1981 · 1982 · 1983 · 1984 · 1985 · 1986 · 1987 · 1988 · 1989 · 1990 · 1991 · 1992 · 1993 · 1994 · 1995 · 1996 · 1997 · 1998 · 1999 · 2000 · 2001 · 2002 · 2003 · 2004 · 2005 · 2006 · 2007 · 2008 · 2009 · 2010 · 2011 · 2012 · 2013 · 2014 · 2015 · 2016 · 2017 · 2018 · 2019 · 2020 · 2021 · 2022 · 2023 · 2024 · 2025